# Prosorhochmus claparedii
Prosorhochmus claparedii är en djurart som tillhör fylumet slemmaskar, och som beskrevs av Wilhelm Moritz Keferstein 1862. Prosorhochmus claparedii ingår i släktet Prosorhochmus och familjen Prosorhochmidae. Inga underarter finns listade i Catalogue of Life.